# 蘇戈克利伊夫卡
48°2′6″N 32°19′9″E / 48.03500°N 32.31917°E
蘇戈克利伊夫卡（烏克蘭語：Сугокліївка），是烏克蘭中部的村莊，隸屬基洛夫格勒州的克羅皮夫尼茨基區。該村面積1.04平方公里，海拔高度88米，2001年人口511，人口密度每平方公里489.9人。